# Lyndon Emsley

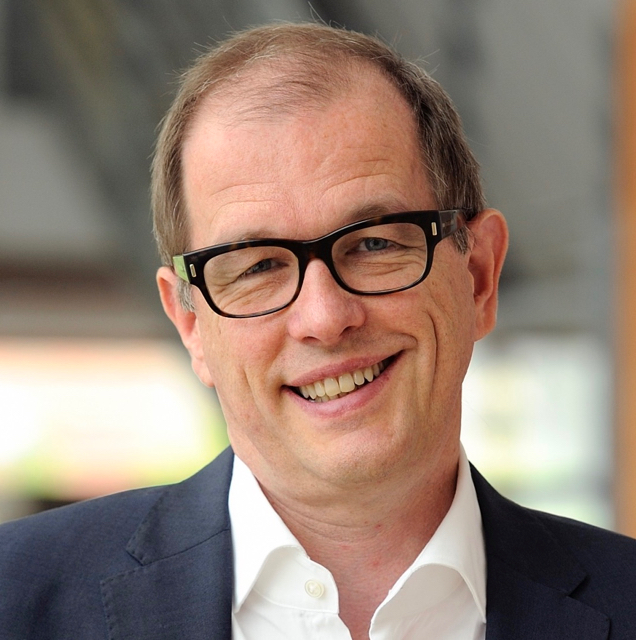
Lyndon Emsley

Lyndon Emsley (* 29. November 1964 in Durham) ist ein britischer Chemiker.
Sein Vater James Emsley war Professor an der University of Southampton. Emsley studierte Chemie am Imperial College London mit dem Master-Abschluss 1986 und wurde 1991 bei Geoffrey Bodenhausen an der Universität Lausanne promoviert.  Als Post-Doktorand war er am Miller Institute der University of California, Berkeley, bei Alexander Pines.  Dort begann seine Beschäftigung mit NMR in Festkörpern.  1993 ging er nach Grenoble.  1994 wurde er Professor an der École normale supérieure de Lyon mit voller Professur 1995. Von 2006 bis 2014 war er Leiter der Abteilung Chemie und 1999 bis 2002 Leiter des Labors für experimentelle Chemie. Er war Projektleiter bei der Gründung des europäischen Labors für NMR bei sehr hohen Feldern (Centre Européen de Résonance Magnétique Nucléaire à Très Hauts Champs, CRMN) in Villeurbanne, das 2008 eröffnet wurde und das NMR Spektrometer mit dem höchsten Magnetfeld hat (operierend im 1 GHz Bereich). 2014 wurde er Professor für Physikalische Chemie an der EPFL in Lausanne, wo er Direktor des NMR Labors ist.
Er ist Fellow der Royal Society of Chemistry und Mitglied des Institut Universitaire de France (2002, Senior-Mitglied ab 2012), erhielt 2015 den Bourke Award der Royal Society of Chemistry und 2012 den Grand Prix Charles-Leopold Mayer der Académie des Sciences sowie den Ampère Preis. 2009 erhielt er den  EAS Award for Outstanding Achievement in Magnetic Resonance und 2010 die Luigi Sacconi Medal der italienischen chemischen Gesellschaft. 2005 erhielt er die Silbermedaille des CNRS in Chemie. Er ist ordentliches Mitglied der Academia Europaea (2013) und Fellow der International Society of Magnetic Resonance. 2011 wurde er Associate Editor des Journal of the American Chemical Society.
Er ist für Beiträge zur NMR in Festkörpern bekannt. Unter anderem demonstrierte er die Möglichkeit der Strukturbestimmung mit Festkörper-NMR,  wobei im Gegensatz zur Röntgenbeugung keine Einzelkristalle vorliegen müssen. Weiter wandte er Festkörper-NMR auch auf Oberflächen an (mit  Surface Enhanced NMR Spectroscopy, SENS) und Katalysatoren an Oberflächen sowie auf Proteine in fester Phase und auch auf ganze Lebewesen (demonstriert bei C. elegans).